# Gabi Garcia
Gabrielle "Gabi" Lemos Garcia (ur. 17 listopada 1985 w Porto Alegre) – brazylijska zawodniczka submission fightingu oraz brazylijskiego jiu-jitsu, ośmiokrotna mistrzyni świata IBJJF w brazylijskim jiu-jitsu oraz czterokrotna mistrzyni świata ADCC w submission fightingu. Posiadaczka czarnego pasa w bjj. Od 2015 zawodniczka mieszanych sztuk walki (MMA).

## Wczesne życie
Garcia urodziła się 17 listopada 1985 roku w Porto Alegre, w Brazylii. W wieku 13 lat wraz z rodziną przeprowadziła się do São Paulo. Mniej więcej w tym wieku wujek Garcii pomógł rozpocząć jej treningi jiu-jitsu. Zanim ostatecznie poświęciła się karierze jiu-jitsu na pełny etat, była na ostatnim roku studiów uniwersyteckich w dziedzinie reklamy.

## Ważniejsze osiągnięcia
- Mistrzostwa Świata IBJJF:
  - 2008: 1. miejsce w kat. +74 kg
  - 2010: 1. miejsce w kat. +74 kg
  - 2010: 1. miejsce w kat. absolutnej
  - 2011: 1. miejsce w kat. +74 kg
  - 2011: 1. miejsce w kat. absolutnej
  - 2012: 1. miejsce w kat. +74 kg
  - 2012: 1. miejsce w kat. absolutnej
  - 2013: 2. miejsce w kat. +74 kg (odebrano z powodu zażywania dopingu)
  - 2013: 1. miejsce w kat. absolutnej (odebrano z powodu zażywania dopingu)
  - 2014: 1. miejsce w kat. absolutnej
- Abu Dhabi Combat Club:
  - 2011: 1. miejsce w kat. +60 kg
  - 2013: 1. miejsce w kat. +60 kg
  - 2015: 3. miejsce w kat. +60 kg
  - 2017: 1. miejsce w kat. +60 kg
  - 2019: 1. miejsce w kat. +60 kg
- Mistrzostwa Europy IBJJF:
  - 2011: 1. miejsce w kat. absolutnej
  - 2015: 1. miejsce w kat. +74 kg
  - 2015: 1. miejsce w kat. absolutnej
- Mistrzostwa Panamerykańskie IBJJF:
  - 2010: 1. miejsce w kat. +74 kg
  - 2010: 1. miejsce w kat. absolutnej
  - 2011: 1. miejsce w kat. +74 kg
  - 2011: 1. miejsce w kat. absolutnej
  - 2013: 1. miejsce w kat. +74 kg (odebrano z powodu zażywania dopingu)
  - 2013: 1. miejsce w kat. absolutnej (odebrano z powodu zażywania dopingu)

## Afera dopingowa
Pod koniec marca 2014 komisja antydopingowa USADA poinformowała, że w organizmie wielokrotnej mistrzyni wykryto niedozwoloną substancję klomifen. Badania były przeprowadzone kilka dni po mistrzostwach świata w 2013 roku. Ostatecznie Brazylijce odebrano złoty i srebrny medal mistrzostw świata z 2013 oraz dwa złote medale mistrzostw panamerykańskich również z 2013 które wywalczyła w tych zawodach.

## Lista zawodowych walk w MMA
| Wynik     | Bilans  | Przeciwnik (bilans przed walką) | Rozstrzygnięcie                             | Runda | Czas | Rozgrywki                                         | Data       | Miejsce | Uwagi                                                                           |
| --------- | ------- | ------------------------------- | ------------------------------------------- | ----- | ---- | ------------------------------------------------- | ---------- | ------- | ------------------------------------------------------------------------------- |
| Wygrana   | 6-0 (1) | Barbara Nepomuceno (0-0)        | Poddanie (americana)                        | 1     | 2:34 | RIZIN FF 14                                       | 31.12.2018 | Saitama | Limit umowny do 102.5 kg                                                        |
| Wygrana   | 5-0 (1) | Weronika Futina (0-0)           | Poddanie (duszenie zza pleców)              | 1     | 3:49 | Road FC 47                                        | 12.05.2018 | Pekin   | Walka w wadze open                                                              |
| Nieodbyta | 4-0 (1) | Oksana Gagłojewa (0-0)          | No contest (przypadkowy cios palcem w oko)  | 1     | 0:16 | RIZIN Fighting World Grand Prix 2017 1st Round    | 30.07.2017 | Saitama | Przypadkowe cios palcem w oko sprawił, że Gagłojewa nie mogła kontynuować walki |
| Wygrana   | 4-0     | Yumiko Hotta (5-4)              | TKO (uderzenia w parterze)                  | 1     | 0:40 | RIZIN Fighting World Grand Prix 2016: Final Round | 31.12.2016 | Saitama | Walka w wadze open                                                              |
| Wygrana   | 3-0     | Destanie Yarbrough (1-0)        | Poddanie (americana i klucz na rękę)        | 1     | 2:42 | RIZIN Fighting World Grand Prix 2016: 1st Round   | 25.09.2016 | Saitama |                                                                                 |
| Wygrana   | 2-0     | Anna Maljukowa (1-0)            | Poddanie (dźwignia prosta na staw łokciowy) | 2     | 2:28 | RIZIN FF 1: Fujita vs Prochazka                   | 17.04.2016 | Nagoya  | Walka w wadze ciężkiej                                                          |
| Wygrana   | 1-0     | Lei'D Tapa (0-0                 | TKO (ciosy pięściami)                       | 1     | 2:36 | RIZIN FF: Iza no Mai                              | 31.12.2015 | Saitama | Debiut w MMA                                                                    |